# 포트로더데일 스트라이커스 (1977년)

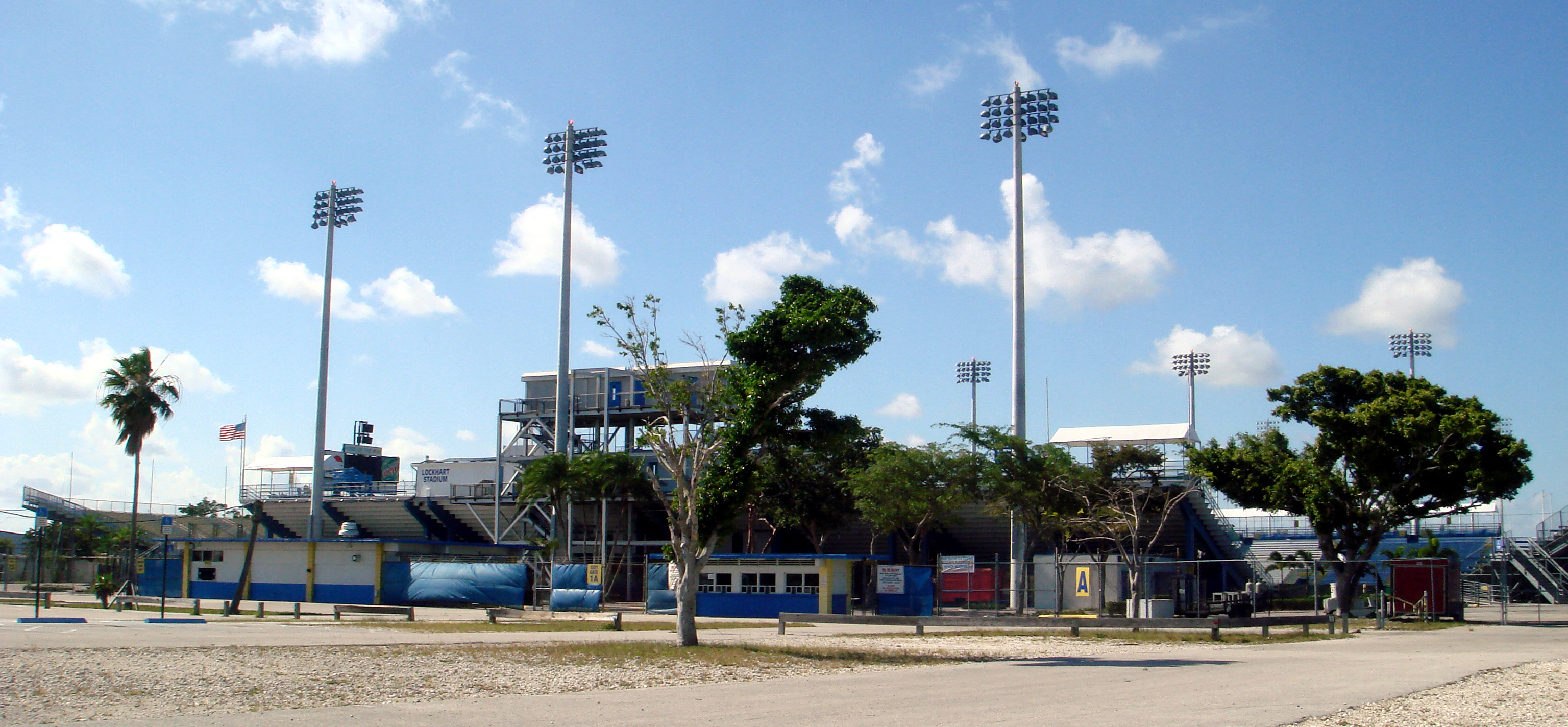

포트로더데일 스트라이커스(Fort Lauderdale Strikers)는 북미 축구 리그에 소속된 미국의 프로축구단이었다.

## 같이 보기
- 포트로더데일 스트라이커스
- 마이애미 퓨전 FC